# Timotheos (Dichter der Mittleren Komödie)
Timotheos (altgriechisch Τιμόθεος, lateinisch Timotheus) war ein attischer Komödiendichter, der im 4. Jahrhundert v. Chr. wirkte. Die Suda schreibt ihm die vier Stücke Der Faustkämpfer (altgriechisch Πύκτης Pyktēs), Das Pfand (altgriechisch Παρακαταθήκη Parakatathēkē), Der Sich-Verändernde (altgriechisch Μεταβαλλόμενος ἢ Μεταφερόμενος Metaballomenos ē Metapheromenos) sowie Das Hündchen (altgriechisch Κυνάριον Kynarion) zu. Das einzige bekannte Fragment stammt aus der Komödie Das Hündchen und wurde bei Athenaios (VI 243 C) überliefert. Es umfasst drei Verse und spielt auf den Parasiten Chairephon an. Es ist umstritten, ob ein bei Johannes Stobaios (ecl. III 28,12) überliefertes Zitat aus einem unbekannten Stück von Timotheos stammt.